# Quảng trường Artur Zawisza, Warszawa

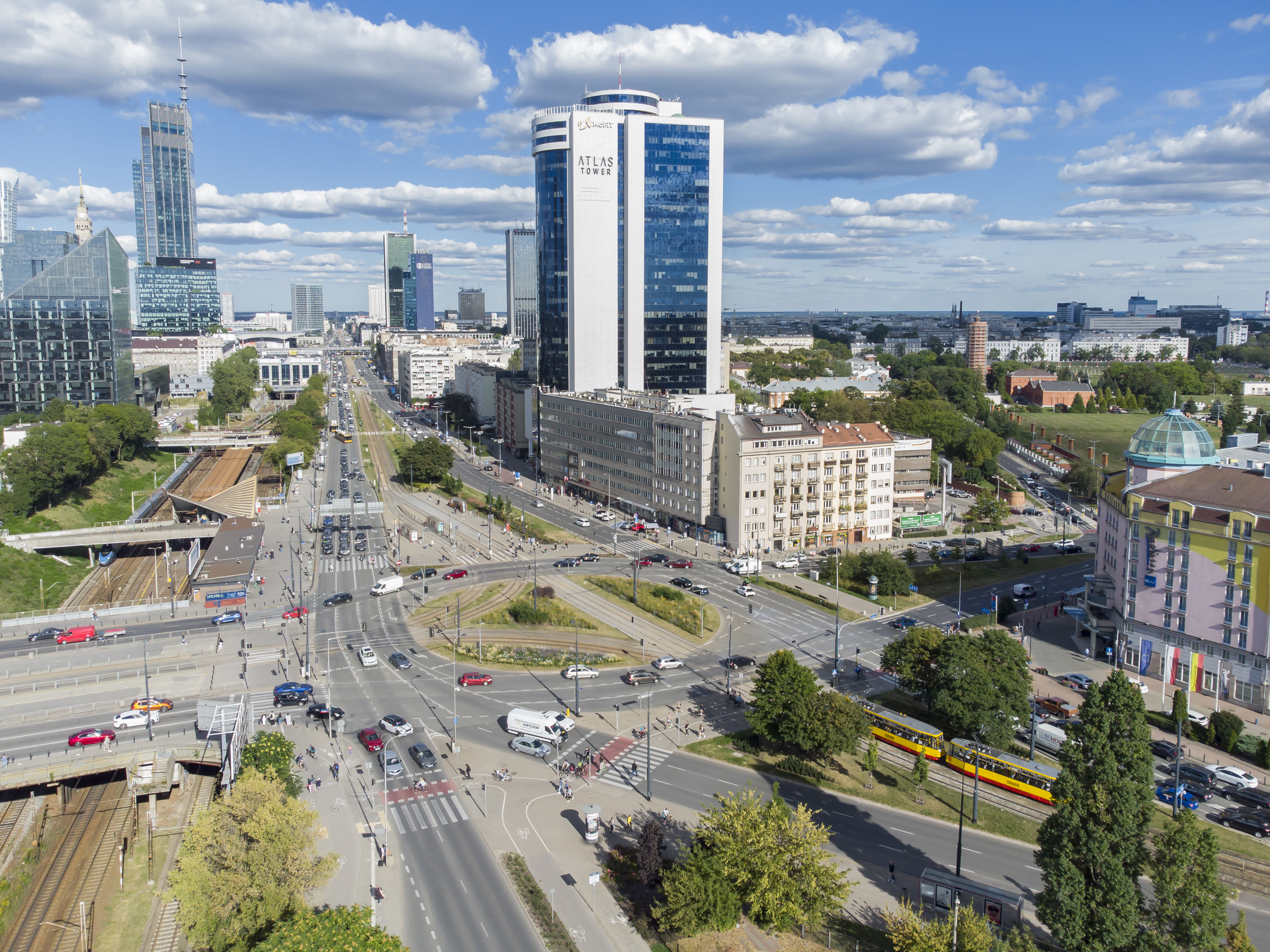

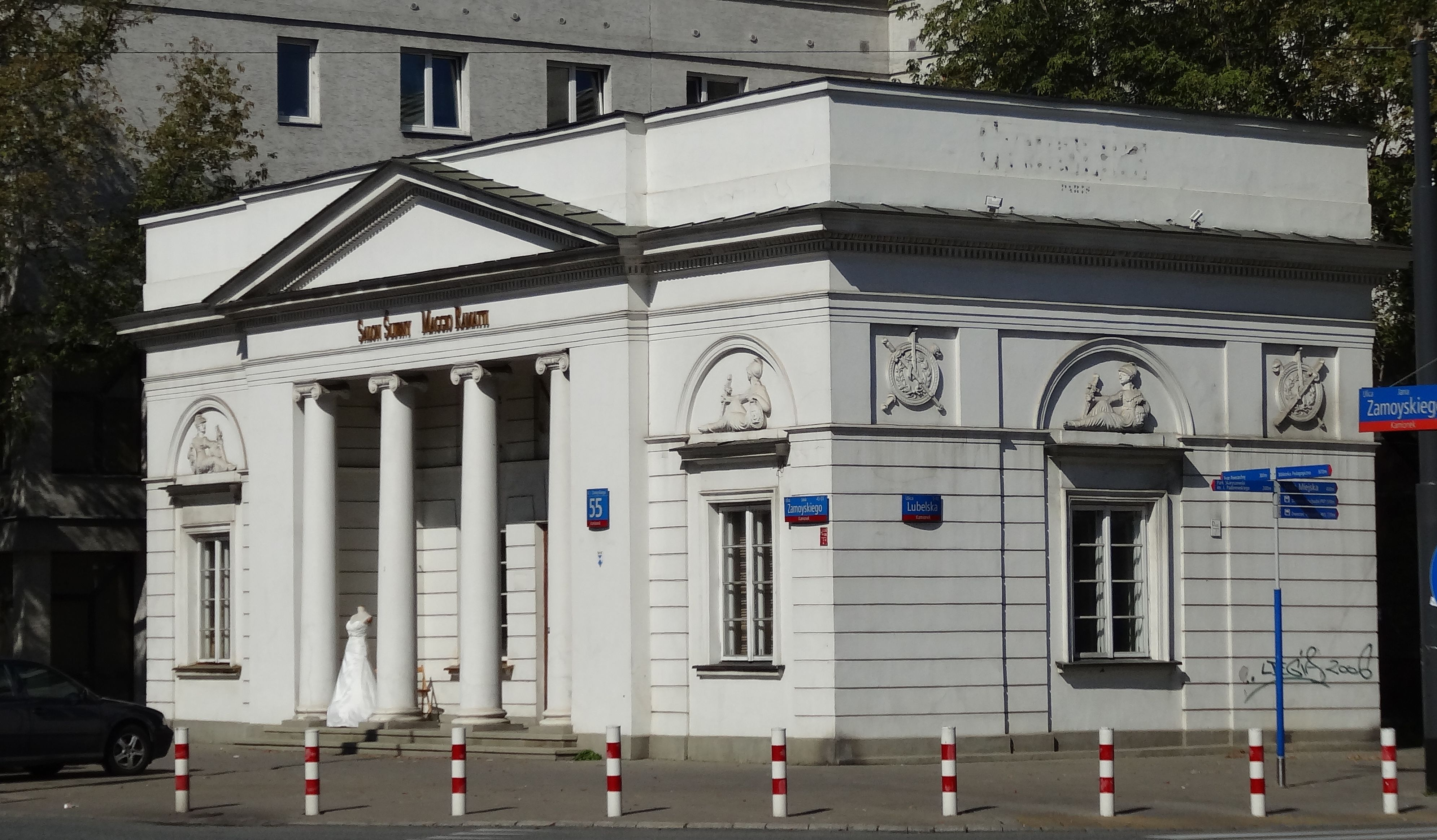
Nhà thu phí Grochów. Hai tòa nhà gần như giống hệt nhau đã đứng trên Artur Zawisza Sq. cho đến Thế chiến II

Quảng trường Artur Zawisza (tiếng Ba Lan: plac Artura Zawiszy, thường được viết tắt là "plac Zawiszy") là một quảng trường công cộng ở quận Ochota của Warsaw. Nó được đặt theo tên của Artur Zawisza, một nhà cách mạng Ba Lan vào thế kỷ 19, người đã bị người Nga xử tử tại chỗ vào năm 1833.
Hiện tại một vòng xoay lớn tại ngã tư đại lộ Jerusalem, Raszyńska, Grójecka và Towarowa, trong nhiều thế kỷ, vị trí của nó đã bị chiếm giữ bởi cái gọi là Jerusalem Toll-house hoặc Jerusalem Gate (tiếng Ba Lan: Rogatki Jerozolimskie). Nhà thu phí Jerusalem được tạo ra vào năm 1770, như một nhà thu phí trên con đường dẫn từ Warsaw xuống thị trấn về phía jurydyka của Nowa Jerozolima ("Jerusalem mới") và Đường Kraków (Đường Grójecka hiện đại). Vị trí đã được chọn cho một cánh cổng trong Ramparts của Lubomirski mới được dựng lên. Từ năm 1816 đến 1818, hai tòa nhà Cổ điển của nhà thu phí đã được xây dựng bởi Jakub Kubicki. Năm 1823, một quảng trường đã được xây dựng nên tạo ra xung quanh các nhà thu phí mới. Khu vực này, vào thế kỷ 19 vẫn còn cách xa trung tâm thành phố, là nơi giao chiến đặc biệt nặng nề trong trận chiến Warsaw năm 1831.
Khi các công sự xung quanh Warsaw bị dỡ bỏ, vào những năm 1870, khu vực này bắt đầu được xây dựng và định cư, ban đầu với những ngôi nhà ngoại ô bằng gỗ quanh quảng trường, nhưng ngay cả trước Thế chiến I, khu vực này đã bị cơ sở hạ tầng của thành phố xâm lấn. Năm 1909, một tuyến xe điện đã được xây dưng để nối với quảng trường.
Trong Thế chiến II, vào năm 1942, các nhà thu phí từ thế kỷ 19 đã bị người Đức dỡ bỏ, trong khi các tòa nhà xung quanh quảng trường đã bị phá hủy sau hậu quả của cuộc nổi dậy Warsaw. Chúng không được xây dựng lại sau chiến tranh, và quảng trường được bao quanh bởi các tòa nhà văn phòng và trung tâm mua sắm trong thời gian mới chỉ gần đây.
Trong số các tòa nhà đáng chú ý nằm tại Quảng trường Zawisza có  Plaza Thiên niên kỷ và ga tàu điện ngầm Warszawa Ochota.